# Viticoltura in Veneto
La viticoltura in Veneto è l'insieme delle attività di coltivazione di uva e produzione di vino svolte nel regione.

## Storia
La presenza della vite nel Veneto risale all'epoca preromanica, dal VII secolo a.C. si trovano vini fatti dai Romani. Ci furono le invasioni barbariche, e questo diminuiva la potenza della commercializzazione a Venezia, ma dalle altre parti si consentì a esportare i vini in altri paesi. Verso la metà del 1500  iniziò la fama dei vini della zona di Treviso, di Vicenza e della Valpolicella. I primi studi sulle caratteristiche delle viti, risalgono al 1800 per capire quali viti potessero essere adattate. Le difficoltà gettarono anche le basi per la rinascita, che fu solo dopo il 1950 la rinascita della vera ripresa dell'enologia, fino ad avviare un processo negli anni '90 che ha dato i primi risultati.

## Zone di produzione

### Colline del Prosecco di Conegliano e Valdobbiadene
La più celebre zona di produzione di vini in Veneto è la zona di Conegliano Valdobbiadene in cui si produce il Prosecco.

## Vitigni

### Autoctoni
| Vitigno | Bacca  | Descrizione | Immagine |
| ------- | ------ | ----------- | -------- |
| Glera   | Bianca |             | \|       |

## Vini

### IGT
- Alto Livenza (IGT)
- Cabernet (IGT)
- Colli Trevigiani (IGT)
- Conselvano delle Venezie (IGT)
- Delle Venezie (IGT)
- Marca Trevigiana (IGT)
- Merlot (IGT)
- Provincia di Verona o Veronese (IGT)
- Sauvignon (IGT)
- Tai (IGT)
- Vallagarina (IGT)
- Veneto (IGT)
- Veneto orientale (IGT)
- Verdiso (IGT)